# Ansvarsmuseum
Ett ansvarsmuseum var i Sverige fram till 2009 en statlig museimyndighet eller annat centralt museum som hade ett särskilt statligt uppdrag för samordning och samverkan inom sitt ämnesområde.
Sveriges riksdag beslöt 1986 utpeka fem museimyndigheter eller centrala museer som ansvarsmuseer:
- Folkens museum - Etnografiska museet
- Naturhistoriska riksmuseet
- Nordiska museet
- Statens historiska museer
- Statens konstmuseer

Den av regeringen utsedda enmansutredaren Christina von Arbin föreslog i betänkandet Kraftsamling! - museisamverkan ger resultat, SOU 2009:15 att ansvarsmuseifunktionen avskaffas. Utredaren anförde att flera tidigare utredningar och utvärderingar har kommit till detta resultat och menar att "ansvarsmuseibegreppet uttrycker en aldrig förverkligad idé om stödjande och självklara nätverk i samverkan. Funktionen har dock med sin oklarhet och brist på målinriktning och uppföljning bidragit till osäkerhet snarare än aktiv samverkan annat än inom avgränsade samlingsområden".
Regeringen avskaffade ansvarsmuseirollen i slutet av 2009 genom att ta bort uppdraget ur dessa museers instruktioner.